# Juan Tomás de Boxadors y Sureda de San Martín

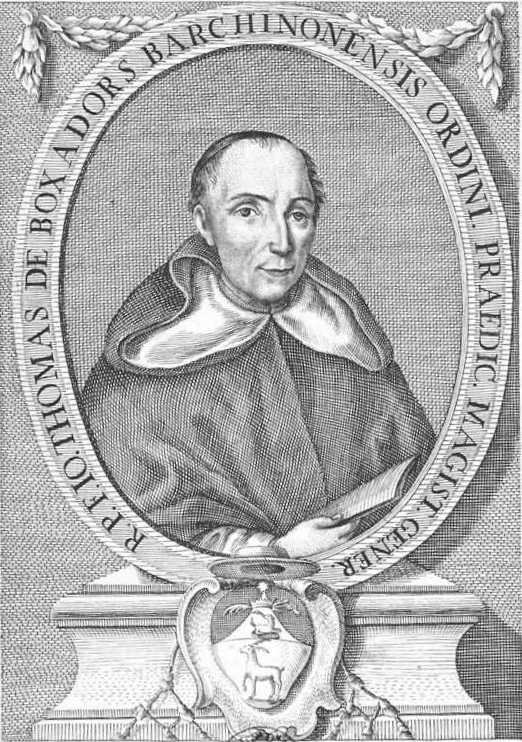
Juan Tomás de Boxadors als Generalmagister der Dominikaner mit Kardinalswappen

Juan Tomás de Boxadors y Sureda de San Martín OP (* 3. April 1703 in Barcelona, Spanien; † 16. Dezember 1780 in Rom) war Kardinal der Römischen Kirche.

## Leben
Der mit dem österreichischen Herrscherhaus verwandte de Boxadors diente zuerst in der österreichischen Armee und gehörte seit 1729 der Akademie für Literatur in Barcelona an.
Nachdem er 1734 in den Dominikanerorden eingetreten war, wurde er 1746 Provinzial und fungierte von 1756 bis 1777 als Generalmagister seines Ordens in Rom. Papst Pius VI. erhob den Spanier am 13. November 1775 zum Kardinal und ernannte ihn am 18. Dezember 1775 zum Kardinalpriester der Titelkirche San Sisto.